# Jornal de Leiria
O Jornal de Leiria   é um jornal regional semanal sediado em Leiria, Portugal, propriedade da Jorlis-Edições e Publicações, Lda. Esta publicação surgiu a 22 de Março de 1984, nascida da vontade de um grupo de alunos da Escola Secundária Francisco Rodrigues Lobo (Leiria) de abordar, com espírito de rutura o passado e com o intuito de dar uma nova perspetiva ao jornalismo de proximidade. 
Para o título, inspiraram-se na primeira encarnação do Jornal de Leiria, semanário do Partido Republicano Português, que foi publicado entre 7 de Janeiro de 1917 e 31 de Julho de 1919.   
Diretores:
05-08-1917 - Alípio Mesquita
03-01-1918 - Álvaro Neto
26-01-1919 - Alípio Mesquita 
Editores:
07-01-1917 - J. A. Fernandes Ferreira
01-07-1917 - João Ferreira Valente
24-10-1918 - Alfredo Rei
28-11-1918 - José Marques da Cruz
26-01-1919 - Alípio Mesquita
Redatores principais:
07-01-1917 - Henrique Ribeiro
17-01-1917 - Teófilo Costa Santos
Redação e administração:
07-01-1917 - Rua D. Dinis - Leiria
01-07-1917 - Largo da Constituição - Leiria
Composto e impresso: Tipografia Leiriense

De 1984 até à atualidade

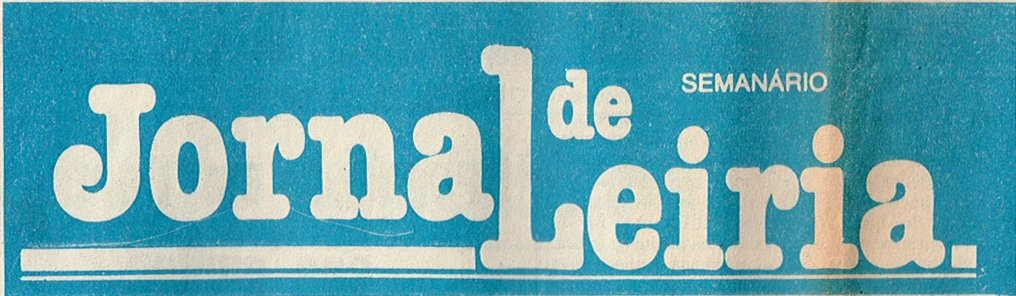
Logótipo Jornal de Leiria - 1984

Na sua segunda encarnação de 1984, os fundadores escolheram como objetivos, para os quais, não são de descurar as mudanças socio-políticas ocorridas com o 25 de Abril de 1974.
Este semanário faz parte da lista de media regionais acreditados em Portugal pelo OBERCOM - Observatório da Comunicação
Já naquela época havia a preocupação de profissionalizar o jornalismo regional, de o desvincular do poder local e de ter uma estética apelativa. Face a uma postura mais empresarial no que toca à sua gestão, quatro anos depois do seu início, o jornal foi vendido à Jorlis – Edições e Publicações, Lda. Esta editora, então liderada pelo empresário José Ribeiro Vieira, lançou-se na construção de um grupo de media, tendo adquirido outros títulos em Pombal, Alcobaça e Caldas da Rainha.
Hoje, o Jornal de Leiria conta com secções de Sociedade, Política, Desporto, Economia, Cultura & Lifestyle, tendo evoluído em termos gráficos e de linguagem adotada, refletindo uma atualização constante, exigida pelo público urbano e cosmopolita a quem se dirige.
Adotando uma linguagem jornalística moderna, o semanário venceu o Prémio Gazeta de Imprensa Regional, em 1991, atribuído pelo Clube de Jornalistas ao melhor jornal regional do País e entregue pelo então Presidente da República, Mário Soares.
Reformulação gráfica em 2021

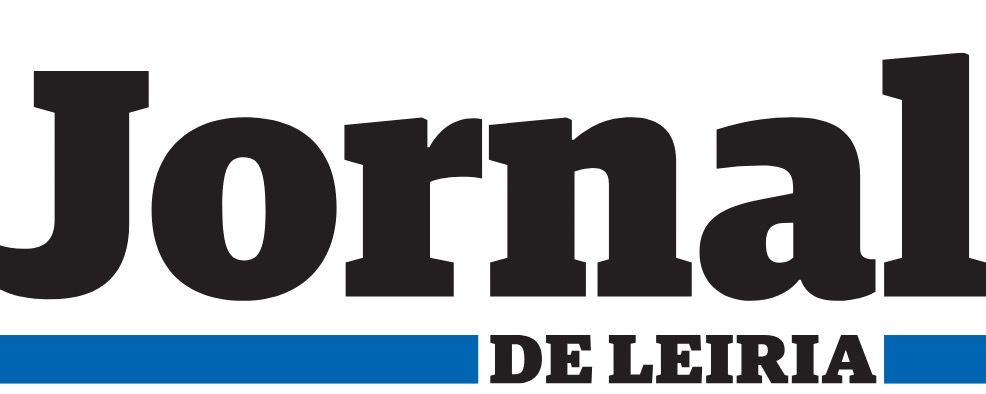
Logótipo Jornal de Leiria - 2012

Esta evolução, que também aconteceu no grafismo, permitiu-lhe ser considerado em dois anos consecutivos como o jornal regional com o melhor design na Península Ibérica (tiragens de 15 mil exemplares), nos prémios - Lo Mejor del Diseño Periodístico España & Portugal
Medalha de Prata 2014 - ÑH11
Medalha de Ouro 2013 - ÑH 10
Medalha de Ouro 2012 - ÑH 9
Medalha de Bronze - Reportagem 2013 - ÑH 10

## Colunas de opinião
Tem e teve como cronistas, entre outros, Henrique Neto, Fernando Ribeiro, Joaquim Ruivo, Mariana Violante, Ana Gomes ou Paulo José Costa.
A JORLIS Edições e Publicações, Lda
A JORLIS é uma empresa de comunicação social regional, fundada em 1988 para editar o Jornal de Leiria. Participada maioritariamente pela MOVICORTES, grupo empresarial com sede em Leiria, a JORLIS está presente em Leiria através de centros de produção de informação e de apoio logístico e comercial.
Além do semanário Jornal de Leiria, são produzidos e editados pela JORLIS suplementos temáticos, revistas, livros e outras publicações para instituições ou empresas. A revista “250 Maiores Empresas do Distrito de Leiria”, publicada desde 1991, tem marcado o desenvolvimento deste tipo de projectos e é actualmente uma referência. A edição de livros e publicações especializadas é outra área de actuação da empresa.
Com esta estratégia e uma adequada estrutura e organização, a JORLIS criou um sistema de comunicação e informação regional interactivo e dimensionado para cobrir com eficácia uma região com mais de 500 mil habitantes.